# Stockheim, Unterfranken
Stockheim är en kommun och ort i Landkreis Rhön-Grabfeld i Regierungsbezirk Unterfranken i förbundslandet Bayern i Tyskland.
Kommunen ingår i kommunalförbundet Mellrichstadt tillsammans med staden Mellrichstadt och kommunerna Hendungen och Oberstreu.